# Careproctus shigemii
Careproctus shigemii — вид скорпеноподібних риб родини ліпарисових (Liparidae). Описаний у 2020 році.

## Назва
Вид названий на честь покійного рибалки Шигемі Фудзімото, який допомагав нашій команді науковців зібрати різні морські організми для вивчення.

## Поширення
Вид поширений на північному заході Тихого океану. Описаний на основі трьох зразків, зібраних на півдні Охотського моря північніше острова Хоккайдо на глибині 200—300 м.

## Опис
Раніше рибу сприймали за вид  Careproctus zachirus (Kido 1985)